# Mednarodni filmski festival v Moskvi
Mednarodni filmski festival v Moskvi (MIFF) je filmski festival A kategorije, ki se vsako leto prireja v Moskvi (Rusija).

## Zgodovina
Ustanovljen je bil leta 1935. Prvi predsednik žirije je bil Sergej Eisenstein. Na prvem festivalu sta nagrade med drugim osvojila tudi Walt Disney in René Clair.
Drugi festival je bil prirejen šele leta 1959.
Do leta 1995 je festival potekal vsako drugo leto, od 1995 naprej se festival izvaja letno.
Leta 1989 je bil prvič podeljen Zlati Šentjernej kot glavna nagrada za najboljši celovečerni film v tekmovalnem programu.
Od leta 1997 naprej poteka v okviru festivala tudi Forum mladih filmskih ustvarjalcev.
Uradni organizator festivala je ruska vlada, direktor festivala danes je ruski filmski režiser Nikita Sergejevič Mihalkov.